# Orgasme
Pour le cocktail, voir Orgasme (cocktail).

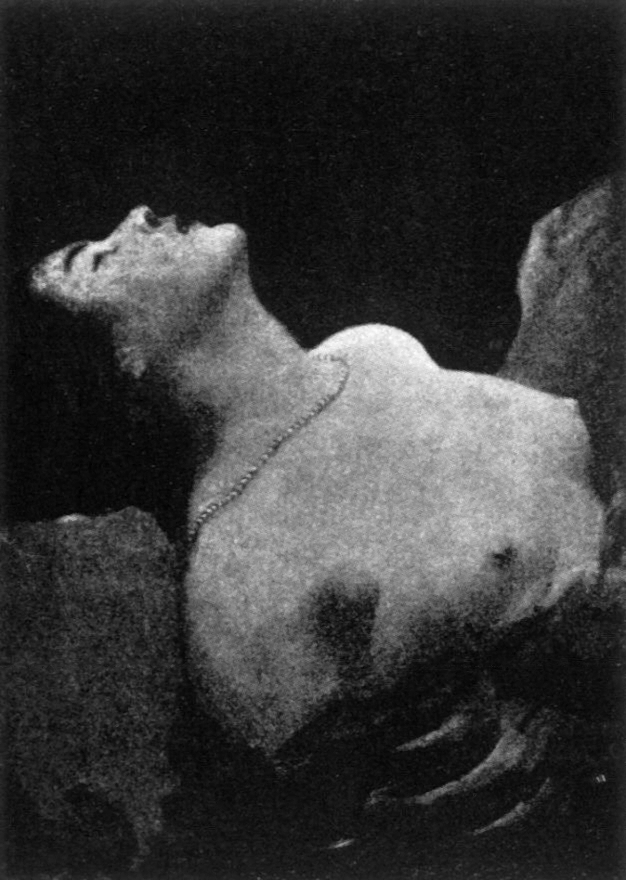
Franciszek Żmurko, Sinnenrausch (Frénésie sensuelle), vers 1890.

L'orgasme (du grec : ὀργασμός / orgasmós, de ὀργᾶν / orgân, « bouillonner d'ardeur ») est la réponse physiologique qui a lieu au maximum de la phase d'excitation sexuelle. L'orgasme libère notamment deux neuropeptides, l'ocytocine et la prolactine, qui provoquent une profonde sensation de bien-être. Il est d'ailleurs souvent synonyme de jouissance.
Il est généralement associé, chez l'homme, à l'éjaculation et à des contractions musculaires rythmiques des muscles du périnée ; chez la femme, à la rétraction du clitoris, à des contractions musculaires rythmiques périnéales et vaginales ainsi qu'à l'éjaculation.
L'orgasme humain résulte le plus souvent de la stimulation du pénis ou du clitoris, même si d'autres zones érogènes du corps peuvent être sollicitées. Les recherches contemporaines mettent également en évidence le rôle décisif des stimulations psychologiques. Toutes ces stimulations peuvent être appliquées individuellement, en couple ou en groupe (dans ces différents cas, on peut parler de masturbation, de préliminaires ou de rapport sexuel).

## Définition
La définition de l'orgasme est assez incertaine. La revue scientifique Clinical Psychology Review (en) recense ainsi 26 acceptions différentes, dont aucune n'est consensuelle. Dans la pratique médicale, on retient une définition assez restreinte : l'orgasme désigne une succession de mouvements musculaires dans le cadre d'une activité sexuelle ; ces mouvements s'accompagnent généralement d'une accélération du rythme cardiaque et du rythme respiratoire. L'orgasme ferait ainsi référence à la libération soudaine d'une importante tension sexuelle.
En dehors de cette définition restreinte, l'identification des phénomènes physiologiques liés à l'orgasme est matière à débat. Parmi les points portant à controverse, la communauté médicale s'interroge sur l'existence d'orgasmes féminins causés par la seule stimulation du point G, ou d'orgasmes continuels capables de durer plusieurs minutes, voire une heure.
Les définitions psychologiques ou neurologiques de l'orgasme sont encore plus hypothétiques,. Les sensations éprouvées varient grandement d'un individu à l'autre. Il est dès lors difficile d'inscrire l'ensemble des observations dans un cadre général. Les recherches contemporaines tendent néanmoins à s'accorder sur les points suivants :
- l'orgasme procure une sensation de plaisir intense ;
- cette sensation n'est pas limitée à une localisation précise, mais affecte l'ensemble du corps ;
- dans le cas spécifique de l'individu masculin, l'orgasme se distingue nettement de l'éjaculation. Il semblerait d'ailleurs que l'orgasme masculin possède une complexité similaire à celle de l'orgasme féminin[1].

## Facteurs
L'orgasme résulte généralement d'une succession de stimulations régulières opérées sur les principales zones érogènes du corps humain :
- pénis, testicules, prostate chez l'homme ;
- clitoris, vagin, grandes et petites lèvres, voire col de l'utérus[4] chez la femme ;
- fesses, seins, anus, nombril, aisselles, etc. pour les deux sexes.

Aux facteurs physiques s'ajoutent une multiplicité de facteurs psychologiques qui ne sont pas encore parfaitement identifiés par la communauté scientifique. Ces facteurs sont parfois suffisants. Un rêve érotique peut provoquer un orgasme indépendamment de toute stimulation physique. Inversement, un contexte psychologique défavorable n'empêche pas l'émergence d'un orgasme physique, strictement mécanique[réf. nécessaire].
La plupart des recherches menées sur la psychologie de l'orgasme portent sur l'orgasme féminin[réf. nécessaire]. Elles admettent plus ou moins explicitement l'hypothèse d'un orgasme féminin plus introverti et plus complexe que l'orgasme masculin. Des analyses neurologiques comparées sur les réactions des deux sexes tendent aujourd'hui à infirmer cette hypothèse, de plus en plus attribuée à certains préjugés sociaux préalables[réf. nécessaire].
Dans les années 1950, ce sont des sexologues tchécoslovaques qui ont débuté les recherches sur l'orgasme féminin : « Ils se sont concentrés sur l'importance de l'égalité entre des hommes et des femmes comme un composant principal de plaisir féminin. Certains ont même défendu l'idée que les hommes devaient partager le ménage et l'éducation des enfants, sans quoi il ne pouvait y avoir de sexe de qualité. » D'après une étude sociologique citée par le New York Times au sujet du ressenti sexuel des femmes d'Allemagne de l'Est et de l'Ouest après la réunification, les femmes est-allemandes avaient beaucoup plus d'orgasmes que les femmes ouest-allemandes, ce qui serait lié à leur condition plus égalitaire dans la société.

## Généralités
L'orgasme est la troisième étape de la stimulation sexuelle, selon le modèle en quatre phases de la réponse sexuelle de Masters et Johnson.
Il peut être obtenu de deux façons différentes : avec partenaire (rapport sexuel) ou sans partenaire (masturbation).
Il peut se caractériser par des manifestations involontaires : baisse de la vigilance, dilatation des pupilles, lubrification des organes génitaux, vocalisations (râles, cris, soupirs, etc.), respiration accrue — dont l'apport d'oxygène décuple les sensations — , spasmes faciaux, contractions musculaires diverses (le coït étant physique par nature, en raison de ses « va-et-vient »), rougissement de la peau, excitation des mamelons, etc., pour aboutir au « point de non-retour » qui déclenche une intense jouissance physique.
La survenue du plaisir conclut la phase en plateau par la relâche de la tension sexuelle, accompagnée d'une série de contractions musculaires rapides entourant les régions de l’anus, des muscles du périnée et des organes génitaux, avec éjaculation de sperme ou, moins fréquemment, de fluides chez la femme.
Simuler l'orgasme est une pratique fréquente qui peut avoir des objectifs multiples.
Une sensation euphorique généralisée est ressentie, qui sera dès lors accompagnée de la dernière phase : la résolution de la tension sexuelle, puis un apaisement.

## Durée
Contrairement à une idée reçue largement répandue, il n'existe pas de différence de durée significative entre les orgasmes masculins et féminins.

## Orgasme féminin

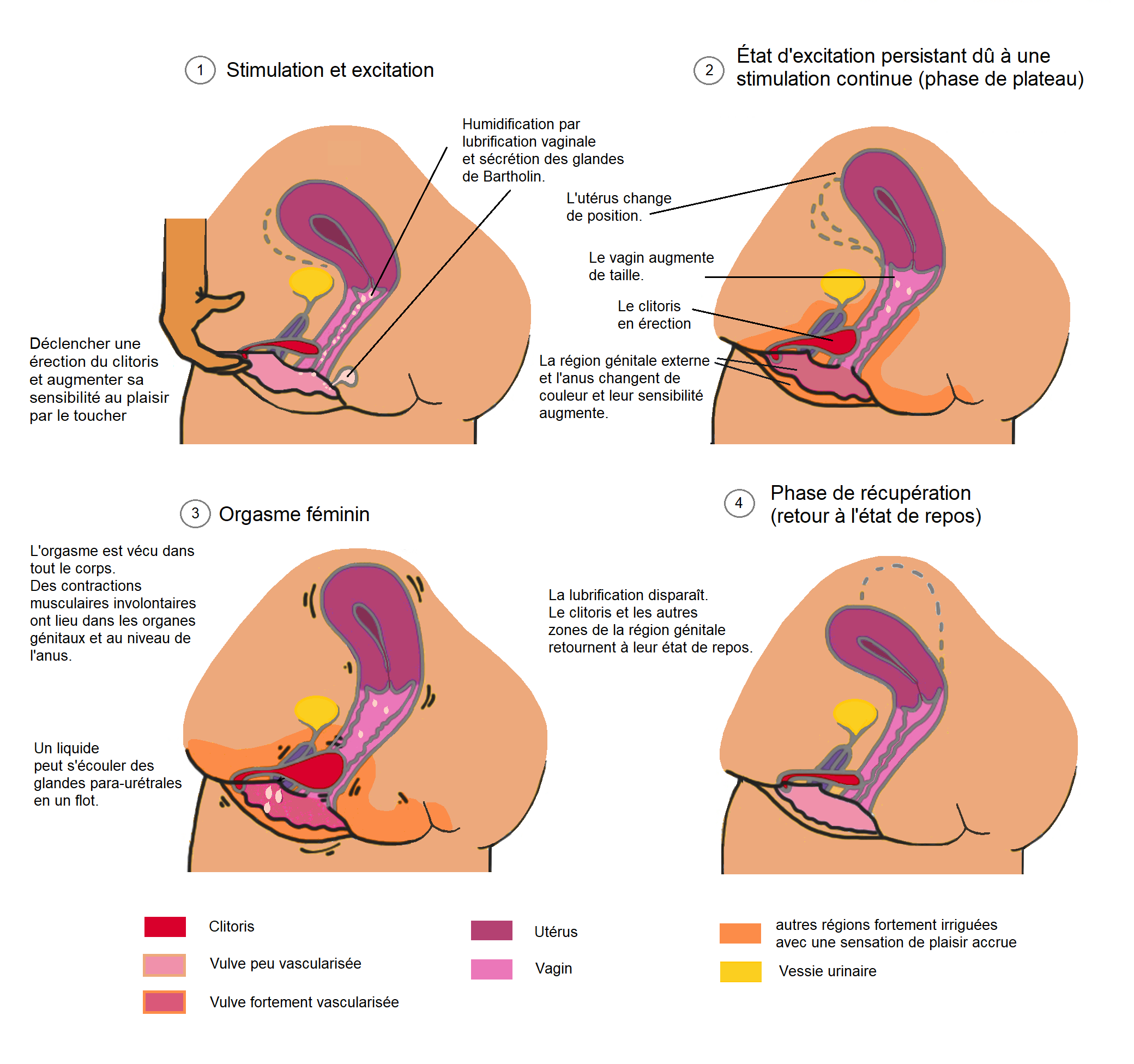
Phases de l'excitation sexuelle et de l'orgasme chez la femme

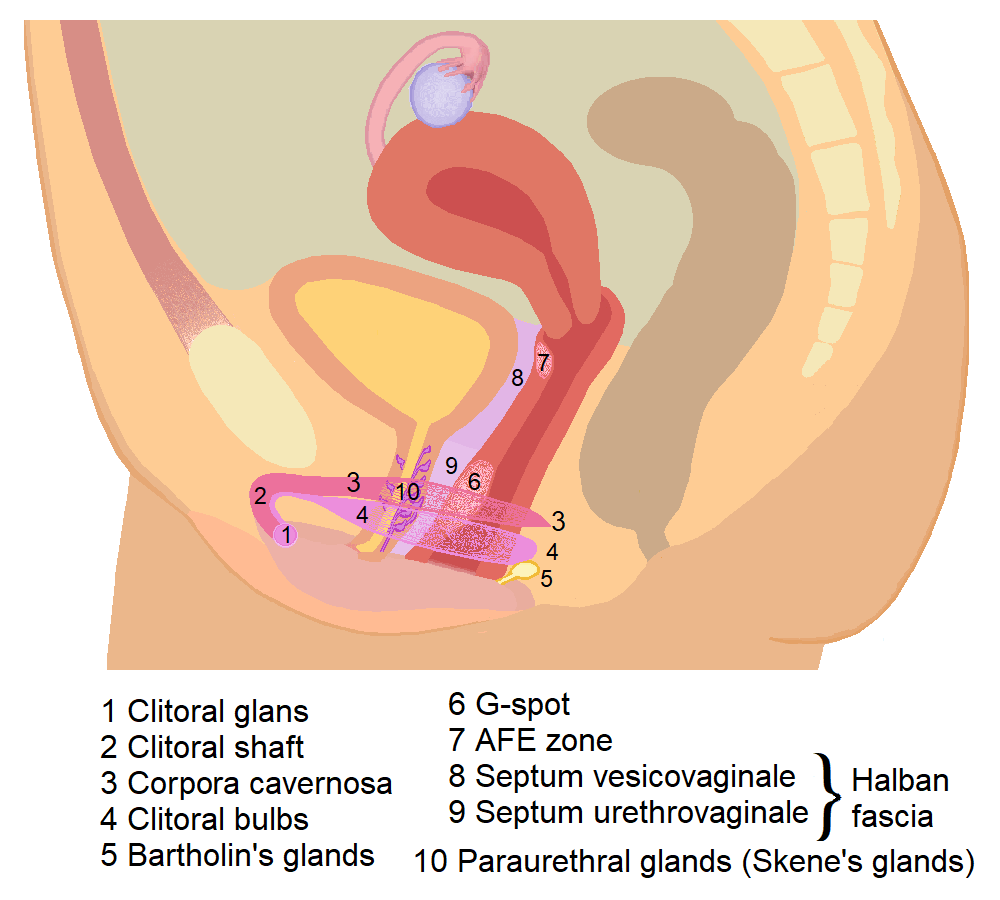
Organes et tissus impliqués dans le déclenchement de l'orgasme féminin.

De manière générale, quand une femme approche de l’orgasme, le clitoris en érection se retire sous le prépuce clitoridien, et les petites lèvres enflent, deviennent plus foncées et plus sensibles. Lorsque l’orgasme est imminent, le vagin diminue de volume, environ (30 %), se gorge de sang, comme le révèle le photopléthysmographe vaginal, et les muscles de l’utérus se contractent.
Au moment même de l'orgasme, l'utérus, le vagin et les muscles du bassin subissent une série de contractions musculaires. La lubrification naturelle du vagin est alors intense.
Après l'orgasme, l'afflux de sang disparaît, ce qui fait que le clitoris sort du prépuce et reprend sa taille normale, en moins de 10 minutes.

### Origine physiologique
L'origine de l'orgasme féminin a suscité de nombreuses études, théories et mythes.
Comme l'orgasme masculin associé à l'éjaculation (il favorise le transfert du sperme et donc des spermatozoïdes dans le corps féminin) et consistant « en un réflexe induit par la copulation qui, à l’origine, a joué un rôle dans le déclenchement de l'ovulation », l'orgasme féminin est un trait homologue avec des racines évolutives très profondes et serait un réflexe hormonal ovulatoire associé à la copulation,, réflexe devenu inutile avec la transformation de l'ovulation induite (décharge d'hormones telles que la prolactine et l'ocytocine lors de la copulation comme chez les chattes et les lapines), en ovulation spontanée chez les femmes. Pour Thierry Lodé, le fait que l'orgasme consiste d'abord dans la libération brusque des glandes prostatiques et para-urétrales rend crédible cette hypothèse d'une origine archaïque de l'orgasme féminin liée à l'ovulation.

#### Avis divergents des études modernes
Les études modernes ont remis en question la théorie classique. Dans cette quantité de sources, se dégage de plus en plus le rôle prépondérant du clitoris. En ce qui concerne la place du vagin dans la génération du plaisir sexuel féminin, les avis sont divergents.
Selon une étude publiée en 2015 dans Journal of Sex & Marital Therapy (en), seules 18,4 % des femmes parviennent à l’orgasme par la pénétration vaginale.
Certains psychiatres, comme Philippe Brenot, assurent qu'il n'existe qu'un seul organe du plaisir sexuel chez la femme, le clitoris, et un seul type d'orgasme féminin. Cet orgasme survient par stimulation directe ou indirecte du clitoris.
Ainsi, selon Masters et Johnson, l’orgasme obtenu lors du coït n’a pour origine qu’une stimulation indirecte du clitoris. Il existerait donc une sorte d'unité mécanique fonctionnelle vagino-labio-préputio-glandienne transmettant et transformant les mouvements de va-et-vient du pénis en frottement du capuchon et du prépuce sur le gland clitoridien rétracté. Cette théorie s’appuie sur le nombre important de leurs observations (environ dix mille réponses sexuelles), mais aussi sur les recherches faites sur l’autostimulation féminine, ainsi que chez les femmes n'utilisant pratiquement jamais la stimulation vaginale de façon privilégiée lors de technique d'autostimulation.
Selon d'autres découvertes concernant le clitoris faites par le sexologue Andrée Matteau, l'orgasme dit « vaginal » met toujours en œuvre le clitoris, par l'intermédiaire de ses branches profondes qui encadrent les parois du vagin. La distinction entre orgasme vaginal et orgasme clitoridien n'aurait donc plus lieu d'être, même si les composantes psychologiques, affectives, physiologiques, anatomiques s'entremêlent tellement dans ce domaine qu'il est difficile d'isoler une zone ou un organe dans ce mécanisme. Il existe une partie interne de la structure clitoridienne, explique Andrée Matteau, sexologue :

« La partie extérieure et visible du clitoris, c'est cette petite perle que tout le monde peut identifier. Mais cette structure comporte également des nerfs qui aboutissent à l'intérieur du vagin, comme des pattes qui se rejoignent dans ces éponges que le docteur Gräfenberg a bien vaniteusement appelé le point G. Certaines femmes peuvent effectivement ressentir un grand plaisir de la stimulation de ces éponges qui sont fortement innervées. Elles peuvent les repérer par exploration manuelle et s'en servir lors de la pénétration pour amplifier les sensations. Mais de là à prétendre que le point G procure l'ultime jouissance… »

Ainsi, il n'y aurait qu'un seul et unique type d'orgasme féminin. L'artiste Annie Sprinkle propose sept types d'orgasmes féminins : pendant le sommeil ; sans stimulation génitale (ce qu'elle appelle les « micro-orgasmes ») ; les classiques orgasmes vaginaux et clitoridiens ; lié à l'accélération du rythme respiratoire (obtenu lors de la pratique de certains sports, en riant, en toussant) ; orgasme combiné ; « megagasm » prenant tout le corps, plaisir à la fois émotionnel et physique qui peut durer une à deux heures. Un extrait d'une enquête de F. Magazine, préfacé de Marie Cardinal en 1980, illustre parfaitement ce point de vue :

« La théorie psychanalytique a créé une séparation nette et sans appel entre deux orgasmes qu'elle veut étrangers l'un à l'autre. L'un symbolise la normalité, l'autre l'immaturité. Or, tout ceci est faux. Malgré les travaux récents et l'importance de la sexologie dans les médias, la confusion reste maintenue. En effet, il n'existe aucune différence entre un orgasme obtenu par une stimulation digitale ou buccale du clitoris et un orgasme provenant de l'excitation provoquée par le frottement du pénis (pendant la pénétration) sur le clitoris. Si dans ce dernier cas, on peut parler d'orgasme vaginal, c'est seulement parce qu'il y a eu, là aussi, stimulation clitoridienne. »

### Référence mythologique
Dans Les Métamorphoses, Ovide rapporte comment Tirésias acquiert le don de divination. Alors qu'il se promène en forêt, il trouble de son bâton l'accouplement de deux serpents. Aussitôt, il est transformé en femme. Tirésias reste sous cette apparence pendant sept ans. La huitième année, il revoit les mêmes serpents s'accoupler, refait le même geste et redevient homme.
À l'occasion d'une querelle entre Jupiter et son épouse Junon sur le plaisir que prennent les femmes dans l'acte sexuel, ceux-ci interrogent Tirésias qui, par son expérience, en sait plus que quiconque. Malgré les signes que lui fait Junon de ne pas révéler le secret, Tirésias affirme que les femmes jouissent sept fois (ou huit fois, selon les versions) plus intensément que les hommes. Et Junon, « plus offensée qu'il ne convenait de l'être pour un sujet aussi léger, condamna les yeux de son juge à des ténèbres éternelles » ; le privant symboliquement de ses deux « testicules » (jeu de mots sur testis, à la fois témoin et étymon de "testicule") oculaires. Jupiter, ne pouvant réparer cette castration symbolique, décide alors, pour compenser sa cécité, d'offrir à Tirésias le bâton (substitut phallique) et le don de divination, ainsi qu'une vie longue de sept générations.

## Orgasme masculin

### Orgasme phallique
L’orgasme phallique (du phallus) se caractérise par des contractions rapides et rythmiques de la prostate, de l’urètre et des muscles à la base du pénis. Ces contractions expulsent le sperme par le méat urétral du pénis (l’éjaculation). Ce processus dure de trois à dix secondes, et est accompagné habituellement d'une sensation de plaisir intense.

### Orgasme prostatique
Il existe un autre type d'orgasme chez l'homme : l’orgasme prostatique obtenu par massage de la prostate,.

### Orgasme et éjaculation
Il est aussi possible, pour l’homme adulte, d’avoir un orgasme sans éjaculer (par exemple lorsqu’il a déjà éjaculé plusieurs fois, mais pas forcément). On peut surtout parler des techniques de l’étreinte réservée (rétention de l'orgasme jusqu'à un point d'intensité maximale, qui peut provoquer une absence d'éjaculation malgré un orgasme puissant), de techniques de blocage de l’éjaculat par contraction du périnée (ce qui stoppe l'éjaculation, tout comme cela stoppe ordinairement la miction, mais sans pourtant bloquer l'orgasme), de blocage mécanique de l'éjaculat, ou technique de l'injaculation, en appuyant de manière soutenue sur la base du corps caverneux située entre les testicules et l'anus, au moment de l'orgasme (technique très simple qui n'empêche pas là non plus l'orgasme, et qui l'ouvre même sur des sensations plus longues et intenses, tout comme la technique par contractions périnéales ; les deux techniques agissant sur la même zone impliquant le périnée et la prostate), ou à l'inverse d’éjaculer sans orgasme (ce qui peut être le cas pour les éjaculateurs précoces[réf. souhaitée], mais aussi pour les hommes qui se contentent de l'éjaculation mécanique sans abandon à l'orgasme).
Les orgasmes non éjaculatoires ont une qualité différente de l'orgasme avec éjaculation. Souvent ressentis comme beaucoup plus intenses et longs par ceux qui les recherchent, ils ne font pas non plus chuter le taux de testostérone, et permettent de reprendre le coït sans période réfractaire. À l'inverse, il n'y a pas de somnolence prononcée après l'orgasme, ni de sensation d'épuisement liée à la chute de plusieurs neuromédiateurs (testostérone, mais aussi endorphines et dopamine, sujets à de grandes variations et dépressions dans les heures qui suivent quand la sexualité quotidienne est intense) et vitamines (groupe B) après éjaculation et reformation du sperme. Ce gain de vitalité ressenti dans la vie quotidienne est un argument majeur des adeptes des orgasmes sans éjaculation, soutenu par la volonté de vivre des orgasmes plus intenses et répétés. S'ils se permettent jusqu'à plusieurs orgasmes quotidiens, la plupart disent ne plus pratiquer l'éjaculation qu'une fois par mois tout au plus.
La capacité de ressentir un orgasme sans éjaculer peut résulter d’un entraînement (étreinte réservée, contraction du périnée, etc.). En s'entraînant, par la méthode de l'étreinte réservée, à reculer le plus longtemps possible l'éjaculation tout en s'approchant le plus possible du pic orgasmique, certains hommes parviennent à vivre un orgasme sans éjaculation. Cet orgasme est souvent plus fort qu'un orgasme avec éjaculation, mais pas nécessairement. Il peut aussi durer jusqu’à plusieurs minutes.

### Contrôle
L'acte sexuel étant très lié à des mécanismes émotionnels inconscients liés à la valorisation personnelle, il est recommandé aux hommes et femmes qui pratiquent cette technique de prévenir leurs partenaires afin d’éviter chez eux un sentiment de frustration, lié à ce qui pourrait être interprété comme une incapacité à leur faire atteindre l'orgasme.

## Après l'orgasme
- Si vous ne connaissez pas le sujet, laissez ce bandeau (vous pouvez alors contacter les auteurs).
- Si vous supprimez le contenu mis en cause (vous pouvez préalablement contacter les auteurs),

argumentez précisément cette suppression dans la page de discussion
(un manque de référence n'est pas un argument ; une recherche réelle de référence doit avoir été effectuée, être formellement documentée).

### Réactions physiologiques

#### Période réfractaire
Selon les termes de William Masters et Virginia Johnson, il s'ensuit une période réfractaire, dite « résolution », qui peut être plus ou moins longue selon l’âge et le degré d’excitation (généralement de 5 à 20 minutes).

#### Sommeil
La détente post-orgasmique des corps favorise le sommeil qui peut survenir après, si l'on y consent. Les hommes y sont fréquemment sujets, mais pas toujours. Les femmes y sont sujettes aussi, mais dans une moindre proportion[réf. nécessaire].

#### Pleurs
Des pleurs peuvent survenir spontanément et naturellement après un rapport sexuel, la charge érotique physique et l'excitation sexuelle ayant été fortement ressenties durant le coït, surtout dans les parties génitales. Il y a alors une sorte de retour, de relâchement de la tension, remontant du bassin vers la tête, provoquant du même coup cette réaction. Il n'y a pas lieu de s'alarmer alors, sauf si la cause est d'origine traumatique et refoulée dans l'inconscient. Les pleurs peuvent même survenir au cours de l'orgasme lui-même, de façon incontrôlée. Il peut tout à fait s'agir de pleurs de joie, quand l'orgasme a été particulièrement exceptionnel.

### Réactions émotionnelles
Différentes sortes d'émotions, plus ou moins « heureuses », peuvent être ressenties après l'orgasme.
- Un partenaire seul ou le couple entier peut ressentir la plénitude. Ce sentiment est dû à la sécrétion d'endorphines dans le cerveau lors de l'orgasme. Cette sensation est souvent comparée à celle procurée par les opiacés, par leur capacité analgésique et à procurer une sensation de bien-être[réf. nécessaire].
- L'être humain peut, à l'opposé, ressentir un sentiment de tristesse, de mélancolie ou de nostalgie, une sensation de vide (la fatigue et le stress peuvent jouer un rôle) par rapport à ce qu'il vient de faire comme expérience sexuelle. Il serait normal de ressentir de la tristesse après un rapport sexuel, la pensée reprenant son cours normal, le néocortex ses fonctions, le flot d'hormones sa place. C'est d'ailleurs un des créneaux (au sens commercial) des auteurs de théâtre dits de boulevard.
- Il peut y avoir aussi un sentiment négatif, voire d'échec, si le rapport n'a pas été satisfaisant pour l'un ou l'autre partenaire, suivant l'attente du couple face au résultat à la fin du rapport sexuel, ou s'il y avait un objectif de réussite trop ambitieux posé avant celui-ci. Par exemple, certaines personnes considèrent l'orgasme comme une expérience extatique obligatoirement associée au coït, voire un aboutissement complet de leur relation affective. Cette approche peut s'avérer pour certains décevante, car aucune relation amoureuse ne peut se baser uniquement sur la relation sexuelle[réf. nécessaire].
- L'excitation sexuelle et l'orgasme produisent des expressions faciales particulières, caractérisées par une contraction interne des sourcils, une ouverture de la bouche et une fermeture des yeux. Cette expression faciale est la plus observée chez les êtres humains. Immédiatement après l'orgasme, cette mimique caractéristique disparaît pour laisser place à des visages souriants ou neutres. Les personnes ouvrent également les yeux pour explorer ce qui se passe autour d'elles[22].

## Santé et troubles de l'orgasme

### Aspects positifs
Une étude indique que le risque de cancer du sein chez les hommes est inférieur chez ceux qui ont fréquemment des orgasmes, en particulier après 50 ans.
D'après une autre étude sur 918 hommes de 45 à 59 ans, et suivis durant 10 ans, le risque de mortalité est inférieur de 50 % chez ceux qui ont fréquemment des orgasmes (plus de 2 fois par semaine).
Une étude faite par deux chercheurs allemands et un Américain (tous trois otorhinolaryngologistes) a montré que les orgasmes décongestionnent efficacement le nez, mais pour une heure environ seulement. Cette étude a reçu le prix Ig-Nobel 2021 dans la catégorie médecine.

### Troubles

#### Dysorgasmie
La dysorgasmie est définie comme un orgasme douloureux, mais sans douleur préalable lors des rapports sexuels. La douleur se manifeste souvent par une sensation de crampes dans le bassin, les fesses ou l'abdomen. La durée de la douleur peut durer de quelques secondes à quelques minutes à plusieurs heures.
La condition peut être ressentie pendant ou après l'orgasme, parfois jusqu'à plusieurs heures après l'orgasme. Les hommes et les femmes peuvent ressentir des douleurs orgasmiques. 
Le terme est parfois utilisé de manière interchangeable avec l'éjaculation douloureuse lorsqu'elle est ressentie par un homme, mais la douleur éjaculatoire n'est qu'un sous-type de dysorgasmie masculine, car les hommes peuvent ressentir de la douleur sans éjaculer.

#### Syndrome de la maladie post-orgasmique
Le syndrome de la maladie post-orgasmique est une condition médicale rare déclenchant systématiquement avec l'orgasme ou l'éjaculation (selon les cas) un ensemble de symptômes variables d'un individu à l'autre et variés, notamment physiques et mentaux.

#### Syndrome d'excitation génitale persistante
Dans le syndrome d'excitation génitale persistante (SEGP), les orgasmes sont épuisants et désagréables.

#### Action
Afin de sensibiliser les gens aux problèmes de l'anorgasmie et de la dysorgasmie, deux Américains, Donna Sheehan et Paul Reffell, ont créé la journée mondiale de l'orgasme. Cette journée est fixée chaque année au solstice d'hiver, entre le 20 et le 23 décembre, majoritairement le 21 ou le 22 décembre.

## Performance
La performance en matière sexuelle varie selon les personnes. Pour stimuler leur performance, certains hommes utilisent des aphrodisiaques.

### Capacité multiorgasmique
Des recherches ont montré que la proportion de femmes naturellement multiorgasmiques serait d'environ 14 %[réf. souhaitée], alors que la part des hommes naturellement multi-orgasmiques est évaluée à environ 6 % (ces derniers ne perdent pas leur érection après un orgasme éjaculatoire, et peuvent continuer le rapport sexuel pour obtenir d'autres orgasmes).

## Neurophysiologie
Les neuromédiateurs impliqués dans l'orgasme ne sont pas connus avec précision. L'ocytocine pourrait être impliquée dans ce phénomène, dans la mesure où on observe une libération de ce neuromédiateur dans le noyau paraventriculaire durant le coït. Néanmoins, il n'est pas clair si l'ocytocine provoque l'orgasme ou si elle est uniquement un corollaire du coït. La stimulation électrique ou encore l'injection d'acétylcholine dans le septum provoque des sensations proches de l’orgasme. Les opioïdes endogènes seraient le meilleur candidat à un rôle clé dans l'orgasme.
L'activité électrophysiologique, observée sur quelques patients ayant des électrodes implantées dans les structures sous corticales, correspond à une activité électrophysiologique de type épileptiforme localisée principalement au niveau des noyaux du septum (principalement), de l'amygdale et du thalamus somatosensoriel. Cependant, l'activité électrophysiologique des régions corticales reste quasi inchangée au cours de la phase orgastique. Après l'orgasme, l'activité électrophysiologique observée correspond à un état de relaxation cérébrale. Ces activités électrophysiologiques sont similaires chez les deux sexes.

#### Sur l'orgasme en général
- Bernard Andrieu, La Peur de l'orgasme, éd. le Murmure, 2013
- Wilhelm Reich :
  - Die Funktion des Orgasmus (1927), traduction du texte original dans une édition pirate épuisée (1975) aux Éditions du Nouveau Monde, 17 impasse Lénine, 93 Montreuil
  - La Découverte de l'orgone, tome I : La Fonction de l'orgasme, L'Arche, 1986. Orig. allemand Die Funktion des Orgamus, trad. américaine The Function of the Orgasm, 1942, 1948, réimp. FSG, 1973
- Robert Muchembled, L’Orgasme et l’Occident. Une histoire du plaisir du XVIe siècle à nos jours, Le Seuil, 2005, 383 p.
- Paterson, Laurel (2013), Thèse de doctorat en philosophie : An investigation of selected traditional assumptions about sexual arousal, orgasm and pleasure https://escholarship.mcgill.ca/concern/theses/2v23vx39h

#### Sur l'orgasme féminin
- Élisa Brune et Yves Ferroul, Le Secret des femmes, voyage au cœur du plaisir et de la jouissance, Éditions Odile Jacob, 2010  (ISBN 978-2738125422)
- Odile Buisson et Pierre Foldès (préf. Israël Nisand), Qui a peur du point G ? : le Plaisir féminin, une angoisse masculine, Paris, Jean-Claude Gawsewitch Éditeur, 2011, 256 p. (ISBN 978-2-35013-257-0)
- Élisa Brune, La Révolution du plaisir féminin : Sexualité et orgasme, Éditions Odile Jacob, 2012  (ISBN 978-2738127525)

#### Sur l'orgasme masculin
- Catherine Solano et Pascal de Sutter, La Mécanique sexuelle des hommes, éd. Robert Laffont, 2011  (ISBN 978-2221123140)